# Werchnja Jablunka
Werchnja Jablunka (ukrainisch Верхня Яблунька; russisch Верхняя Яблонька Werchnjaja Jablonka, polnisch Jabłonka Wyżna) ist eine Gemeinde bestehend aus einem gleichnamigen Dorf in der westukrainischen Oblast Lwiw mit mehr als zweitausend Einwohnern (Stand: 2001). Es liegt an der Grenze zu Polen im Naturschutzgebiet Nadsjansky, einem Teil des ostkarpatischen Biosphärengebietes. Der Name lässt sich übersetzen mit Oberes Apfelbäumchen (ein Nachbarort, Nyschnja Jablunka, trägt den Namen Unteres Apfelbäumchen).
Am 12. Juni 2020 wurde die gleichnamige Landratsgemeinde aufgelöst und der Siedlungsgemeinde Borynja unterstellt, gleichzeitig wurde das Dorf ein Teil des Rajons Sambir.

## Geschichte
Gegründet im Jahre 1559, wurde das Dorf 1561 erstmals urkundlich erwähnt. Es befand sich in der historischen Landschaft Galizien.
Nach dem Ende des Polnisch-Ukrainischen Kriegs 1919 kam Werchnja Jablunka zu Polen. Im Zweiten Weltkrieg gehörte es nach der Eroberung durch die Achsenmächte zunächst zur Sowjetunion, ab 1941 zum Generalgouvernement und ab 1945 dann wieder zur Sowjetunion. Seit 1991 gehört es zur unabhängigen Ukraine.

## Religion
Im Dorf befinden sich mehrere denkmalgeschützte Objekte aus dem 17. bis 19. Jahrhundert, so unter anderem eine griechisch-katholische Kirche in der Mitte des Dorfes.
Im Jahr 1931 wechselte ein Teil der bis dahin mehrheitlich katholischen Dorfgemeinschaft zum orthodoxen Christentum. Im Jahr 2000 begann die orthodoxe Gemeinde mit der Errichtung eines neuen gemauerten Tempels, der Mitte der 2000er Jahre fertiggestellt wurde.

## Infrastruktur
In Werchnja Jablunka gibt es eine Grundschule, eine Gemeindehalle mit Platz für 150 Personen, eine Bibliothek, eine ambulante Klinik, zwei Einkaufsläden und eine Postfiliale.

## Einwohnerentwicklung
- 1880: 1085 Einwohner (davon 960 griechisch-katholisch und 5 römisch-katholisch)[4]
- 1921: 1453
- 1970: 2186 (475 Höfe)
- 1989: 2217 (davon 1127 männlich und 1090 weiblich)
- 2001: 2145[5]